# Składy drużyn olimpijskich w piłce siatkowej kobiet 1976
Artykuł grupuje składy wszystkich reprezentacji narodowych w piłce siatkowej, które wystąpiły w turnieju siatkówki kobiet na Letnich Igrzyskach Olimpijskich w 1976 roku w Montrealu.

## Składy drużyn
| Numer | Imię i nazwisko  |
| ----- | ---------------- |
| 1     | Takako Iida      |
| 2     | Mariko Okamoto   |
| 3     | Echiko Maeda     |
| 4     | Noriko Matsuda   |
| 5     | Takako Shirai    |
| 6     | Kiyomi Katō      |
| 7     | Yūko Arakida     |
| 8     | Katsuko Kanesaka |
| 9     | Mariko Yoshida   |
| 10    | Shōko Takayanagi |
| 11    | Hiromi Yano      |
| 12    | Juri Yokoyama    |

| Numer | Imię i nazwisko  |
| ----- | ---------------- |
| 1     | Lee Sun-bok      |
| 2     | Yu Jeong-hye     |
| 3     | Byeon Gyeong-ja  |
| 4     | Lee Sun-ok       |
| 5     | Baek Myeong-seon |
| 6     | Jang Hye-suk     |
| 7     | Ma Geum-ja       |
| 8     | Yun Yeong-nae    |
| 9     | Yu Gyeong-hwa    |
| 10    | Park Mi-geum     |
| 11    | Jeong Sun-ok     |
| 12    | Jo Hye-jeong     |

| Numer | Imię i nazwisko         |
| ----- | ----------------------- |
| 1     | Ana Cecilia Carrillo    |
| 2     | Delia Córdova           |
| 3     | Irma Cordero            |
| 4     | Luisa Merea             |
| 5     | Luisa Fuentes           |
| 6     | María Cervera           |
| 7     | María Ostolaza          |
| 8     | María Cecilia del Risco |
| 9     | Mercedes Gonzáles       |
| 10    | Silvia Quevedo          |
| 11    | Teresa Nuñez            |
| 12    | Gaby Cárdeñas           |

| Numer | Imię i nazwisko       |
| ----- | --------------------- |
| 1     | Ana Diaz              |
| 2     | Ana Maria Garcia      |
| 3     | Evelina Borroto       |
| 4     | Caludina Villaurrutia |
| 5     | Imilsis Tellez        |
| 6     | Lucila Urgelles       |
| 7     | Melania Tartabull     |
| 8     | Mercedes Perez        |
| 9     | Mercedes Pomares      |
| 10    | Mercedes Roca         |
| 11    | Miriam Herrera        |
| 12    | Nelly Barnet          |

| Numer | Imię i nazwisko         |
| ----- | ----------------------- |
| 1     | Agnes Gajdos-Hubai      |
| 2     | Agnes Torma             |
| 3     | Emerencia Siry-Kiraly   |
| 4     | Eva Biszku              |
| 5     | Eva Sebok-Szalay        |
| 6     | Gabriella Csapo-Fekete  |
| 7     | Gyöngyi Bardi-Gerevich  |
| 8     | Judit Schlegl-Blaumann  |
| 9     | Katalin Eichler-Schadek |
| 10    | Lucia Banhegyi-Rado     |
| 11    | Zsusza Biszku           |
| 12    | Zsusza Szloboda         |

| Numer | Imię i nazwisko     |
| ----- | ------------------- |
| 1     | Hanna Rostowa       |
| 2     | Ludmiła Szczetinina |
| 3     | Lilija Osadczaja    |
| 4     | Inna Ryskal         |
| 5     | Natalja Kusznir     |
| 6     | Olha Kozakowa       |
| 7     | Nina Smolejewa      |
| 8     | Lubow Rudowśka      |
| 9     | Łarisa Biergien     |
| 10    | Ludmiła Czernyszowa |
| 11    | Zoja Jusowa         |
| 12    | Nina Muradian       |

| Numer | Imię i nazwisko     |
| ----- | ------------------- |
| 1     | Audrey Vandervelden |
| 2     | Barbara Dalton      |
| 3     | Betty Baxter        |
| 4     | Carole Bishop       |
| 5     | Claire Lloyd        |
| 6     | Connie Lebrun       |
| 7     | Debbie Heeps        |
| 8     | Kathy Girvan        |
| 9     | Mary Dempster       |
| 10    | Patty Olson         |
| 11    | Regyna Armonas      |

| Numer | Imię i nazwisko   |
| ----- | ----------------- |
| 1     | Anke Westendorf   |
| 2     | Barbara Czekalla  |
| 3     | Christine Walther |
| 4     | Cornelia Rickert  |
| 5     | Gudrun Gärtner    |
| 6     | Hannelore Meincke |
| 7     | Helga Offen       |
| 8     | Ingrid Mierzwiak  |
| 9     | Johanna Strotzer  |
| 10    | Jutta Balster     |
| 11    | Karla Roffeis     |